# N1,N8-diacetilspermidina
La N1,N8-diacetilspermidina (DiAcSpd) è una poliammina. Insieme alla N1,N12-diacetilspermina costituiscono due componenti minori delle poliammine escrete con le urine. Si è osservato un aumento di queste poliammine in pazienti malati di cancro e si pensa di utilizzarle come marcatori tumorali.